# Movimiento de Seglares Claretianos

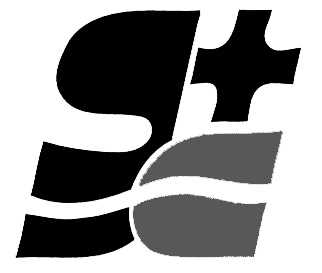
Logotipo del movimiento

El Movimiento de Seglares Claretianos es un movimiento seglar de la Iglesia católica, surgido en Colombia. Algunas fuentes lo conocen también con el nombre de «Laicos Claretianos». La organización tiene un objetivo evangelizador y su inspirador es San Antonio María Claret; se trata de una de las diversas instituciones relacionadas con este último.